# Кембалова кралска змия
Кембаловата кралска змия (Lampropeltis triangulum campbelli), е яйценосен неотровен вид млечна змия от семейството на Смокообразните. Обичайно е обект на развъждане в плен и се наблюдават няколко нейни цветови вариации. Когато се държи в ръка, излъчва през клоаката си секрет с остра миризма, което се смята за защитен механизъм при този вид.

## Таксономия
Родовото наименование Lampropeltis произлиза от гръцкото lamprós (λαμπρος) със значение „ярък“ и peltas (πελτας) със значение „щит“, отнасящо се до бляскавата кожа на този вид змии. Специфичното название triangulum се отнася до трите цвята, от които се състои окраската на вида: червено, черно и жълто. Частта campbelli е латинизация на фамилията на американския херпетолог Джонатан Кембъл (Jonathan A. Campbell).

## Физическо описание
Основният цвят на Кембаловата кралска змия е червеният, с отделни пръстени в черно и светложълно. Възрастните екземпляри достигат на дължина до 70-120 cm. На външен вид прилича на коралова змия и това сходство в цветовете, известно като Бейтсова мимикрия, помага на змията да се пази от евентуални врагове.

## Географско разпространение
Кембаловата кралска змия населява Мексико, и по-специално южните части на щата Пуебла, източните части на щата Морелос и северните части на щата Оахака.

## Поведение
Този вид змии са нощни животни, особено в летните месеци, когато дневните температури често надхвърлят приемливите за тях стойности. Типично са страхливи, нервни и при опит да бъдат хванати в началото изхвърлят фекална маса, но рядко хапят. С времето проявяват склонност да се опитомяват.

## Хранене
Видът се храни с всякаква плячка, която успее да надвие. Консумира мишки, плъхове, птици, гущери, жаби, както и други змии, в това число и отровни.

## Отглеждане в плен
Кембаловите кралски змии понасят добре живота в плен, ако бъдат отглеждани на температура от 27-29 °C с няколко градуса по-ниска температура през нощта. Контролирането на температурата е важно, тъй като от него зависи храносмилането на змията и реакциите ѝ след хранене. Терариумите, в които се отглеждат, трябва да бъдат обезопасени и в тях да има непрекъснато източник на прясна вода. Необходимо е да се предвиди място за криене, тъй като този вид змии се чувстват по-комфортно в по-ограничени пространства. Кралските змии и млечните змии трябва да се отглеждат поотделно, освен по време на размножителния период, тъй като проявяват склонност към канибализъм.

## Размножаване
Кембаловите кралски змии изпадат в състояние на брумация в продължение на 3-4 месеца от ноември до началото на март, като в края на периода се отдават на чифтосване. При овулацията на женските екземпляри през специални жлези на кожата се произвежда феромон, който мъжките екземпляри следват. Женската снася 2-15 яйца 30 дни след чифтосването. Малките се излюпват 55–60 дни по-късно.